# 尼曼体育场
尼曼体育场是一座位于白俄罗斯格罗德诺的综合性体育场。目前这座体育场大多数时候用作举行足球比赛。尼曼体育场是白俄罗斯足球超级联赛球队格罗德诺的主场。

## 历史
尼曼体育场建于1963年。原称克拉斯尼旗帜体育场（英語：Krasnoye Znamya Stadium），1993年改称尼曼体育场。体育场原本有15000个座位。2002年至2008年间尼曼体育场逐步进行改造。改造后容纳人数减至8800人，加装了地暖、夜间灯光、LED显示屏等设备，使场地符合欧冠比赛的要求。
在2013年2月，由于当时的鲍里索夫BATE没有合适的比赛场地，鲍里索夫BATE借用了尼曼体育场，以进行欧联杯对阵费内巴切的主场比赛。
白俄罗斯国家队也曾在尼曼体育场进行比赛。2009年6月的进行的2010年世界盃外圍賽 (歐洲區)，白俄罗斯在这座体育场以5-1的大比分击败了安道尔国家队。